# 盛昆
盛昆（1876年—？）爱新觉罗氏，镶白旗满洲，肃亲王豪格后代，不入八分辅国公敬敦之孙，辅国将军恒训之子，袭奉国将军爵。

## 生平
盛昆生于光绪二年十一月初二日。盛昆是奉国将军，西安将军恒训长子。清末，官吏部主事、员外郎、掌浙江道监察御史。宣统元年，孝钦显慈禧皇后升祔禮成，充獻帛爵官，奖励纪录两次。宣统二年任资政院议员。 娶妻沙济富察氏傅良后裔，盛昆将一子名宝善过继给堂兄国子监祭酒盛昱为嗣，盛昆和盛昱皆葬在北京朝阳四公坟村。盛昆和盛昱一起编有《晚清宗室用印集》。

## 家族关联
- 七世祖：肅武親王豪格
- 六世祖：顯懿親王富綬
- 五祖父：顯密親王丹臻
- 高祖父：追封肅親王成信
- 曾祖父：肅恭親王永錫
- 祖父：不入八分辅国公敬敦，娶嫡妻阿拉善和碩親王旺沁班巴尔之女、继妻一等诚勇公班第后裔庆麟之女。
- 父母：成都将军、西安将军辅国将军恒训，嫡妻一等诚勇公班第后裔总督裕谦之女、妾王氏等。
- 叔伯;胞伯恒龄娶博启图之女富察氏、胞叔恒恩过继给敬徵為承繼子。
- 堂兄：宗室盛昱（盛昱父恒恩，是敬敦第三子，過繼予敬徵為承繼，官左副都御史）
- 妻：傅良玄孙乌拉布之女富察氏、妾未知。
- 子：善宝（1893年生，字寿彝，过继给兄盛昱为嗣），善宝娶巡撫寶棻之女博爾濟吉特氏。善镛(1898年生）,荫肅亲王華豐子隆鉴应得的荫生，娶西安将军、荆州将军恩存之女伊克明安氏,即晚清頭品頂帶副都统英廉的孙女。
- 女儿：金筠泉（1899-1991，原名善泉），嫁镶白旗兀扎拉氏，丈夫后改姓苏，曾在上海海关工作，为第一届上海政协委员，金筠泉丈夫哥哥之妻为启功先生曾祖溥良兄溥善之女。金筠泉高启功两辈，启功称其为太夫人。金筠泉诗书画三绝,著有《绿华仙馆诗稿》、《怡情集》、《凄情集》、《满洲人结婚之风俗仪式》。
- 外孙：金筠泉长子哈佛大学博士、伊利诺伊大学教授苏绍礼（其学生为著名华裔大学校长田长霖），苏绍礼妻民国陆军上将黄花岗起义成员但懋辛之女但功泰；金筠泉次子为经济学家、中国社科院马列所所长苏绍智。